# Pseudoclappia watsonii
Pseudoclappia watsonii ist eine Pflanzenart aus der Gattung Pseudoclappia innerhalb der Familie der Korbblütler (Asteraceae). Sie ist extrem selten oder bereits ausgestorben, kommt oder kam nur im westlichen Texas vor und wird dort Watson’s false Clappia genannt.

## Beschreibung

### Vegetative Merkmale
Pseudoclappia watsonii ist ein kompliziert verzweigter, rundlicher Strauch, der Wuchshöhen von 25 bis 75 Zentimetern erreicht. Die zahlreichen dünnen, weißen Sprossachsen sind bogenförmig aufsteigend. Die Laubblätter sind zum größten Teil wechselständig am Stängel angeordnet, an seiner Basis aber fast gegenständig. Die fleischige und kahle Blattspreite ist bei einer Länge von meist 6 bis 13 (3 bis 17) Millimetern und einer Breite von 0,6 bis 1,0 Millimetern linealisch, fast zylindrisch. Der Blattrand ist scharf gespitzt.

### Generative Merkmale
Die Blütezeit reicht von Mai bis August. Die körbchenförmigen Blütenstände hängen einzeln an den verzweigten Spitzen der 4 Zentimeter langen, aufgerichteten, geraden bis verdrehten Blütenstandsachse. Die Blütenstandsachse besitzt vereinzelte, pfriemliche Tragblätter mit einer Länge von 3 bis 5 Millimetern. Die 11 bis 14 Millimeter lange Körbchenhülle (Involucrum) ist breit verkehrt-kegelförmig. Die sieben bis zwölf Hüllblätter sind in drei bis vier Reihen angeordnet. Die 12 bis 14,5 Millimeter langen und 2,5 bis 4 Millimeter breiten inneren Hüllblätter sind länglich-lanzettlich. Der dünnhäutige Rand der Hüllblätter ist spitz bis spitz zulaufend und nahe der Spitze etwas bewimpert. Die äußeren Hüllblätter sind 5 bis 8 Millimeter lang. Die Blütenkörbchen beinhalten sowohl ungefähr 25 Röhrenblüten als auch vier bis elf Zungenblüten. Bei den gelben Zungenblüten ist die Kronröhre 4 bis 5 Millimeter lang und die länglich-elliptische Kronzunge ist 9 bis 13 Millimeter lang und 2,0 bis 3,5 Millimeter breit. Die gelben Röhrenblüten besitzen eine 8 bis 10 Millimeter lange Krone und die fünf ungefähr 0,5 Millimeter langen Kronlappen. Die Griffeläste sind ungefähr 2 Millimeter lang.
Die schwarze Achäne ist 4,0 bis 5,2 Millimeter lang, leicht rautenförmig bis quadratisch im Querschnitt und dicht behaart mit 0,3 bis 0,5 Millimeter langen, angedrückten oder aufgerichteten Härchen. Der Pappus besteht aus zahlreichen unsymmetrischen 3 bis 11 Millimeter langen Borsten.
Die Chromosomenzahl beträgt 2n = etwa 36.

## Vorkommen und Vergesellschaftung
Pseudoclappia watsonii ist ein Endemit der Chihuahua-Wüste in der Region Trans-Pecos im westlichen Texas im Brewster County, im Hudspeth County und im Jeff Davis County. Sie wächst in wüstenartigem Buschland auf trockenen, steinigen, gipshaltigen Lehmhügeln und Arroyos. Pseudoclappia watsonii gedeiht in Vergesellschaftung mit dem Kreosotbusch, Agave lechuguilla, Xylorhiza wrightii sowie einigen Akazien-, Condalia-, Erioneuron- und Palmlilienarten.

## Status
Pseudoclappia watsonii ist nur von zwei Aufsammlungen aus den 1970er-Jahren bekannt. Seitdem wurde sie nicht mehr gefunden.

## Taxonomie
Die Erstbeschreibung von Pseudoclappia watsonii erfolgte 1976 durch Albert Michael Powell und Billie Lee Turner in Sida, Band 6, 4, S. 317, fig. 1. Der Gattungsname erinnert an dem amerikanischen Arzt, Botaniker und Geologen Asahel Clapp (1792–1862).